# Volksbank Kierspe
Die Volksbank Kierspe eG ist eine Genossenschaftsbank mit Sitz in der nordrhein-westfälischen Stadt Kierspe im Märkischen Kreis.

## Geschichte
Die heutige Volksbank Kierspe eG wurde am 21. April 1901 gegründet und hat sich bis heute ihre Eigenständigkeit bewahrt.

## Rechtsverhältnisse
Die Volksbank Kierspe eG ist im Genossenschaftsregister beim Amtsgericht Iserlohn unter GnR 127 eingetragen.

## Organisationsstruktur
Rechtsgrundlagen sind das Genossenschaftsgesetz und die durch die Vertreterversammlung beschlossene Satzung. Organe der Bank sind der Vorstand, der Aufsichtsrat und die Vertreterversammlung.

## Sicherungseinrichtung
Die Volksbank Kierspe eG ist der amtlich anerkannten Sicherungseinrichtung des Bundesverbandes der Deutschen Volksbanken und Raiffeisenbanken GmbH und der zusätzlichen freiwilligen Sicherungseinrichtung des Bundesverbandes der Deutschen Volksbanken und Raiffeisenbanken e.V. angeschlossen.

## Geschäftsausrichtung
Die Volksbank Kierspe eG betreibt das Universalbankgeschäft. Im Verbundgeschäft arbeitet sie mit der DZ Bank, R+V Versicherung, Bausparkasse Schwäbisch Hall, Teambank, VR Leasing,  DZ Hyp und der Union Investment zusammen.

## Geschäftsgebiet
Das Geschäftsgebiet liegt im Süden des Märkischen Kreis.
Neben der Geschäftsstelle am Sitz der Bank wird eine weitere Geschäftsstelle sowie eine weitere SB-GS in Kierspe betrieben.